# Potamophilus acuminatus
 Potamophilus acuminatus – gatunek chrząszcza z rodziny osuszkowatych i podrodziny Larainae.

## Taksonomia
Gatunek opisany został w 1792 roku przez Johana Christiana Fabriciusa, jako Parnus acuminatus.

## Opis
Ciało długości od 6,5 do 8,5 mm, brązowoczarne z czerwonawymi stopami, pazurkami i czułkami, owłosione. Podstawowe owłosienie żółtoszare, na głowie i przedpleczu krótkie brązowo-czarne, a na spodniej stronie ciała gęste i jasnoszare. Przedplecze u podstawy głęboko wcięte. Pokrywy o kątach barkowych zaokrąglonych, silnie wystających, a wierzchołkach spiczasto zakończonych i rozchylonych na zewnątrz.

## Biologia i ekologia
Zasiedla obszary nizinne i podgórskie. Bytuje w strumieniach i rzekach o szybkim prądzie, zazwyczaj na zanurzonych roślinach wodnych i drzewach. Spotykany również na brzegach, wśród kamieni i w gnijących pniakach.

## Rozprzestrzenienie
W Europie wykazany został z Austrii, Białorusi, Czech, europejskiej Turcji, Francji, Grecji, Hiszpanii, HolandiiNiemiec, Polski, Rumunii, Słowacji, Ukrainy, Węgier i Włoch. Ponadto znany z Azji Mniejszej, obszarów nadkaspijskich i Turkiestanu.
W Polsce rzadki, znany z niewielu stanowisk na Nizinie Kujawsko-Wielkopolskiej i Mazowieckiej, Dolnym Śląsku i Beskidach Wschodnich.